# Kauli
Kauli株式会社（英: Kauli, Inc.）は、かつて存在した日本のIT関連企業。
データマイニングに強みを持つリアルタイムビッディング広告（RTB）を提供する広告配信テクノロジーベンチャー。代表取締役は高田勝裕博士（理学）が務めた。配信規模は月間150億インプレッション以上で、国内事業者における広告配信数では日本国内第2位の規模であった。当初はアドネットワークを提供していたが、2011年1月にフリークアウトとRTB広告取引を国内で初めて開始した後から専業SSPとして営業を開始、セルフサーブ型SSPとして国内最大規模まで成長した。2012年2月8日に株式会社NTTドコモの広告事業会社である株式会社D2Cが同社株式を取得しスマートフォン広告分野に進出したのち、2015年4月22日に株式会社VOYAGE GROUPが17億4100万円で同社発行済株式全株を買い取り買収した。2015年12月31日に株式会社VOYAGE GROUPの子会社である株式会社fluctに吸収合併された。

## 沿革
- 2009年（平成21年）
  - 9月9日 - アドネットワークのサービスを提供開始
- 2010年（平成22年）
  - 2月8日 - アドネットワークのサービスを韓国で提供開始
  - 9月30日 - サプライサイドプラットフォームのサービスを提供開始
- 2011年（平成23年）
  - 1月13日 - 日本初のリアルタイムビッディング広告を株式会社フリークアウトと共に配信開始[8]
  - 1月13日 - 株式会社セプテーニ・ホールディングスが株式の一部を取得
- 2012年（平成24年）
  - 2月8日 - 株式会社ディーツーコミュニケーションズ（株式会社D2C）とDFJ-JAIC Technology Partners, LP.が株式の一部を取得
- 2013年（平成25年）
  - 2月26日 - 日本初で直接取引による広告の配信を開始
  - 10月4日 - アメリカのMediaMathとPCおよびスマートフォンで連携を開始
- 2014年（平成26年）
  - 5月10日 - フランスのCriteoとPCおよびスマートフォンで連携を開始
- 2015年（平成27年）
  - 4月24日 - 株式会社VOYAGE GROUPが発行済株式の100%を取得
  - 12月31日 - 株式会社VOYAGE GROUPの子会社である株式会社fluctと合併

## 商品
- Kauli『Kauliサプライサイドプラットフォーム』
- Kauli『Kauliアドネットワーク』[9]
- GMOアドパートナーズ 『GMO SSP』[10]
- FOXインターナショナルチャンネルズ 『.FOX NETWORKS SSP』